# Грушевський Марко Федорович
Марко Федорович Грушевський (нар. 25 квітня (7 травня) 1865, Худоліївка, Чигиринський повіт, Київська губернія, Російська імперія — 2 вересня 1938 Київ, Українська РСР, СРСР) — український церковний діяч, педагог, етнограф, краєзнавець. Далекий родич Михайла Грушевського.

## Життєпис
Народився 25 квітня (7 травня) 1865 року в селі Худоліївці Чигиринського повіту Київської губернії. Закінчив Черкаське духовне училище і Київську духовну семінарію. У семінарії член патріотично настроєної громади, що ставила за мету відродження українського православ'я та захист інтересів українського народу.
З 1889 року, по закінченні семінарії, вчителював у церковнопарафіяльній школі села Худоліївки (1889–1890), служив учителем і псаломником у селі Чорнявка (1890–1893; Черкаського повіту Київської губернії, нині село Черкаського району Черкаської області), псаломником в Андріївській церкві в Києві (1893–1894). Через спроби втілювати в життя громадівські принципи зазнав переслідувань з боку царської влади, тому повернувся на Чигиринщину, де вчителював у селах Мордва (1895–1896, нині село Красносілля) та Головківка (1896–1897, нині обидва села Чигиринського району). В 1897 році висвячений на священика, служив у Михайлівській церкві села Суботова. Від 1899 року був також законовчителем у місцевому міністерському училищі.
За роки праці на Чигиринщині зібрав багатий матеріал з історії, фольклористики та етнографії краю. Частину дослідницького доробку опублікував за підтримки Михайла Грушевського у Львові та Києві. Найбільшою науковою працею Марка Грушевського незакінчене дослідження «Дитина в звичаях і віруваннях українського народа», що 1906–1907 роках вийшло у Львові за редакцією Зенона Кузелі та стало одним із перших у світі досліджень з етнографії дитинства, високо оцінене Іваном Франком. Досліджував історію роду Грушевських (згодом матеріали вилучені НКВС), збирав старожитності для музеїв, зокрема разом із дружиною Марією Іванівною (уродженою Ілліч) зібрав унікальну колекцію народних вишивок і ляльок (збереглася до нашого часу).
Через доноси деяких представників духовенства звинувачений в українофільській діяльності й підбурюванні селян проти царської влади. Його справу розглядав київський губернатор, а в 1910 році Київська духовна консисторія, незважаючи на селянські звернення, перевела Марка Федоровича на посаду священика до Покровської церкви містечка Таганча Канівського повіту, де одночасно він затверджений законовчителем місцевого двокласного міністерського училища. Близько 1916 року «за українофільство» на нього вчинено замах з боку російських чорносотенних сил.
Улітку 1918 року із родиною переїхав до Києва. Член Всеукраїнської православної церковної ради, активний учасник руху за автокефалію православної церкви в Україні. Влітку 1919 увійшов до складу першого українського кліру Софійського собору. У 1920 році інструктор-організатор ВПЦР, 1922 року став єпископом Української автокефальної православної церкви. Член редколегії часопису «Церква і життя», значну кількість уваги приділяв перекладам і виданням українською мовою богослужбових книг.
Унаслідок тиску з боку Державного політичного управління УСРР змушений у 1930 році припинити церковну діяльність і зректися духовного сану. В останні роки життя працював сторожем в артілі інвалідів, хоча продовжував вести наукові записи (вилучені під час арешту). 11 червня 1938 року заарештований і ув'язнений в Лук'янівській тюрмі. Відповідно до постанови Особливої трійки НКВС по Київській області від 9 серпня 1938 року розстріляний.

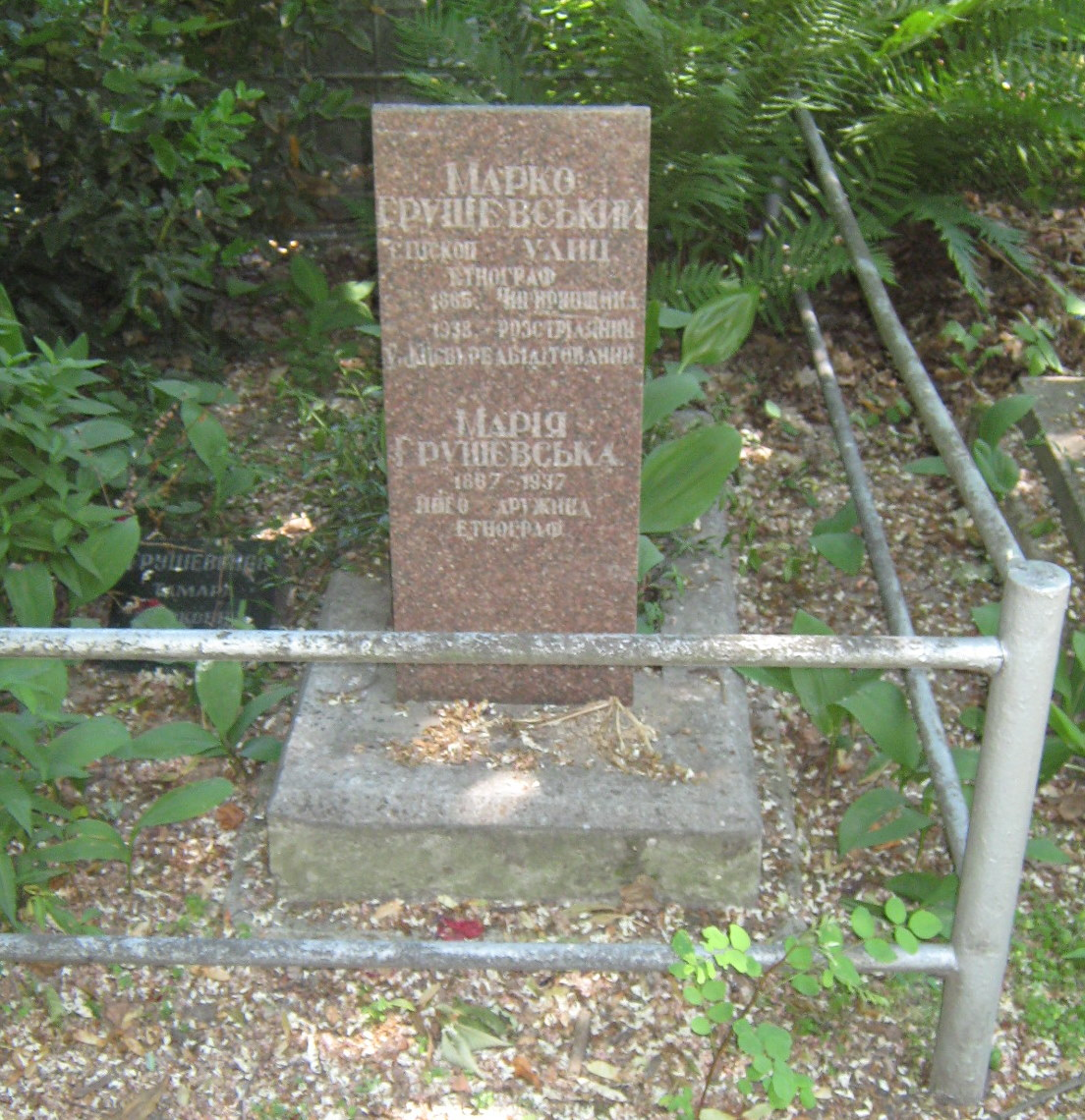
Кенотаф Марка Грушевського

Посмертно реабілітований 16 травня 1989 року. Кенотаф Грушевському встановлено в 1997 році на київському Лук'янівському цвинтарі на могилі дружини (ділянка № 22).

## Твори
- Дытячи забавки та гры усяки. Зибрани по Чыгирынщыни Кыивской губерни. «Киевская старина», 1904, № 7-8;
- Дитина в звичаях і віруваннях українського народа. Матеріяли з полудневої Київщини. Зібрав Мр. Г., обробив др. Зенон Кузеля. В кн.: Матеріяли до українсько-руської етнольогії, т. 1-2. Львів, 1906-07;
- Гетьманське гніздо. Урочища і перевози села Суботова, зібрані в рр. 1897-9. Подав Марко Грушевський. Львів, 1912; [Передрук: «Пам'ятки України: історія та культура», 2002, № 2];
- З життя селян на Чигиринщині. Подав Марко Грушевський. В кн.: Український етнографічний збірник, т. 1. К., 1914; Те саме. «Пам'ятки України: історія та культура», 2002, № 2.